# Hareskovby
Hareskovby med 3.871 indbyggere  (2024) er en bydel i Storkøbenhavn beliggende i Furesø Kommune i Nordsjælland. Bydelen ligger naturskønt omgivet af Hareskoven på 3 sider. Udover de mere end 1000 boliger rummer byen Hareskov Skole, Hareskov Kirke, Hareskov Bibliotek samt sportshal og fodboldbaner. Dertil egen S-togsstation. Fra Hareskovby er der 16 km til Københavns centrum.

## Historie

### Tidlige år indtil 1 verdenskrig
Området blev oprindeligt kaldt Værløse Overdrev, da det før år 1900 blev brugt som græsningsareal af bønderne i Værløse; det kuperede landskab og de mange søer og moser gjorde området uegnet til landbrug. På overdrevet lå dog flere små gårde, men det var ikke noget godt sted at bo. Dertil lå det for afsides, når man kun kunne transportere sig til fods. Ved folketællingen i 1890 boede der 83 personer på Overdrevet. Enkelte af de gamle gårde er bevaret. Annexgården, byens forsamlingshus, er en af dem.
De første villaer i byen stammer fra omkring år 1900. Etableringen af Slangerupbanen gav journalist Michael Skandrup ideen om, at her skulle ligge en villaby efter engelsk mønster, og han stod for opførelsen af en række palæagtige villaer, hvoraf flere ligger på den vej, som er opkaldt efter ham. Villaerne havde indlagt trykvand, hvilket var helt nyt. Her kunne man bo smukt og bekvemt og med toget hurtigt nå sit arbejdssted i byen. Skandrup stod også for opførelsen af et stort underholdningsetablissement Hareskov Pavillonen i 1906.
For Skandrup viste det sig at være en vovet investering. Salget af husene gik dårligt, og han selv endte med en fallit i 1908. Hareskov Pavillonen blev overtaget af restauratør Hans Brandt, og den var under hans ledelse frem til 1930-erne en glimrende forretning, som tiltrak mange besøgende. Særtog bragte om aftenen  festglade gæster fra Nørrebro til Hareskov Station, hvorfra man gik i fakkeltog til restauranten. 1600 dansende var der plads til i de rummelige bygninger.
Hareskov Stationsby havde 227 indbyggere i 1916 og 345 indbyggere fordelt på 89 husstande i 1921.

### Mellemkrigstiden
Gennem 1920-erne og 1930-erne blev det meste af Overdrevet udstykket. Grundene var store. På mange blev der i første omgang bygget sommerhuse, men der blev også bygget en del villaer. Hen over årene blev sommerhusene erstattet af helårshuse. Gennem mellemkrigstiden voksede indbyggertallet i Hareskov Stationsby fra 345 i 1921 til 551 i 1925, 699 i 1930, 913 fordelt på 285 husstande i 1935, 1.067 indbyggere fordelt på 356 husstande i 1940
Allerede i mellemkrigstiden var byplanlæggere opmærksomme på byudviklingen og det voksende behov for at sikre rekreative områder. I Københavnsegnens Grønne Omraader. Forslag til et System af Omraader for Friluftsliv udgivet at Dansk Byplanlaboratorium i 1936 blev det foreslået at opbygge et system af fredede områder forbundne med et net af stier, blandt andet med udgangspunkt i Hareskovene og Jonstrup Vang omfattende Fedmose og Smørmose samt Værebro Å syd og sydøst for Hareskovby. Fra dette skulle udgå stiforbindelser mod syd langs Kagså, mod sydøst til Gyngemose, mod øst til Bagsværd sø og Lyngby sø, mod nord omkring Furesøen, mod nordvest via Søndersø til Ryget og mod vest til Viksø mose.
I mellemkrigstiden blev Hareskovby til en by. Hareskov Skole blev grundlagt i 1918. Senere udvidet adskillige gange. Alle udvidelser gennem tiden er stadigvæk i funktion, og skolen er dermed bygningsmæssigt lidt af et skolehistorisk frilandsmuseum. Hareskov Gasværk blev bygget i 1927 (er nu kommunal ungdomsklub). Hareskov Kirke blev bygget i 1929.
I de tidlige år var der mange stridigheder mellem de mange vej- og grundejerforeninger - ikke mindst om vejene i byen. De mange ensporede markveje i området krævede vedligehold, og nye veje skulle anlægges, men der forelå ingen overordnet planlægning fra sognerådet i Værløse, så det hele blev afgjort lokalt. Ikke mindst spørgsmålet om fordeling af udgifterne skabte mange stridigheder.
Forfatteren Aksel Sandemose boede med sin familie i Hareskovby mellem 1923 og 1926. Han skrev hyppigt i Hareskov Grundejerblad, som han også blev redaktør af. Han beskriver med et glimt i øjet den urolige tid, hvor Hareskovby fik sin form: ……betegnende for de Folk, der bebygger et Sted som Værløse Overdrev: Stejle og haarde Naturer, hvem Storbyen ikke har kunnet optage i sig, og som alle i en eller anden Henseende er en Art Flygtninge: En By af Originaler.

### 2 verdenskrig og efterkrigstiden
2. verdenskrig betød ikke noget afbræk i befolkningsudviklingen: i 1945 boede der 1.147 indbyggere fordelt på 380 husstande. Udviklingen fortsatte efter krigen: i 1950 var indbyggertallet steget til 1.393 fordelt på 454 husstande. Omkring 1950 var udstykningen med få undtagelser ført til ende. Mange af grundene blev senere delt i 2 eller flere. Med sine 1761 indbyggere fordelt på 582 husstande i 1955 var Hareskovby den næststørste bydel i Værløse Sogn. Samtidig var en byudvikling i gang på Ballerup Overdrev i Ballerup-Måløv kommune; her boede 562 indbyggere, således at der i alt boede 2.323 i det samlede byområde. I 1960 var indbyggertallet vokset til 3.089 indbyggere fordelt på 2.246 i Værløse kommune og 843 i Ballerup-Måløv kommune. I 1965 blev hele Værløse kommune regnet som forstadskommune til Hovedstaden.
Hareskov Pavillonen brændte ned i 1950.

### Byudviklingsplanlægning
Frem til 2. verdenskrig udviklede Hareskov stationsby sig til en satellitby, adskilt fra hovedstaden og med et vist eget næringsliv men med voksende tilknytning til København. Efter krigen indebar Hovedstadens fortsatte vækst, at også Værløse kommune efterhånden blev inddraget i den fremadskridende byudvikling. Hareskov stationsbys inddragelse i Hovedstadens udvikling afspejles i udviklingen i pendling fra Værløse Kommune til København: i 1948 750 pendlere svarende til 37,0% af de beskæftigede, i 1957 1.135 pendlere svarende til 31,9% af de beskæftigede. Antallet voksede men andelen faldt noget.
Den fremadskridende byudvikling i tilknytning til hovedstaden fik også betydning for byplanlægningen. Da den såkaldte "Fingerplan" - Skitseforslag til Egnsplan for Storkøbenhavn - blev offentliggjort i 1947 med sit forslag om at samle den fremtidige byudvikling i hovedstadsområdet langs banelinjer, blev det også forudsat, at Hareskovby med jernbanestation på længere sigt ville vokse til at udgøre et sammenhængende forstadsområde sammen med Bagsværd mens Lille Værløse ville forblive en særskilt satellitby. Byudviklingen var forudset at ske mod syd, idet Hareskoven forhindrede byudvikling mod nord; dog var denne byudvikling forudset berænset således, at der også mod syd ville være en ubebygget "grøn kile" til rekreative formål. Fingerplanen førte til vedtagelse af byreguleringsloven i 1949, som forudsatte nedsættelse af et byudviklingsudvalg for Københavns-egnen til planlægning af den fremtidige byudvikling i Hovedstadsområdet i form af en såkaldt byudviklingsplan.
Den 6. oktober 1949 nedsattes et byudviklingsudvalg for Københavns-egnen, som den 2. maj 1951 offentliggjorde "Betænkning vedrørende Partiel Byudviklingsplan nr. 2 for Københavns-egnens byudviklingsområde". Da Hareskovby havde station på jernbanen, regnedes byen som et af de steder, der trafikmæssigt var hensigtsmæssigt for byudvikling, og under indtryk af, at området var byggemodnet i form af kloakering, og at byudviklingen forudsattes ikke at være i konflikt med frednings- og friluftsinteresser, blev udpeget byudviklingsområder i tilknytning til byen syd for jernbanen lagt i mellemzone, det vil sige skulle kunne inddrages til bebyggelse på længere sigt. Det var forudsat, at Hareskovby ville udvikle sig til et langstrakt men rimeligt klart afgrænset byområde.
Således gik det ikke. I de følgende år skete der en stærk byudvikling i tilknytning til Hareskovby, som udviklede sig til en forstad til Storkøbenhavn. Den oprindelige byudviklingsplan blev senere opdateret med "Betænkning vedrørende Partiel Byudviklingsplan nr. 7 for Københavns-egnens byudviklingsområde" fra 1966, som for Hareskovbys vedkommende forudsatte en fastholdelse af det oprindelige byområde. Men hinsides kommunegrænsen mod syd, i Ballerup-Måløv kommune, blev flere områder i en tilsvarende opdateret byudviklingsplan fra 1965 lagt i inderzone eller mellemzone, og virkningen af dette var, at det rekreative område syd for Hareskovby efterhånden forsvandt.

## Bebyggelse og byplan
Grundet den langstrakte udvikling er bygningsmassen i byen i dag meget varieret.
I dag er der kun reminiscenser tilbage af sommerhusene. Helårshusene har taget over.
Skandrups vision om en pendlerby i det grønne er blevet til virkelighed.